# دیوگو دالو
ژوزه دیگو دالو تیشیرا (پرتغالی: José Diogo Dalot Teixeira؛ زادهٔ ۱۸ مارس ۱۹۹۹) بازیکن فوتبال اهل پرتغال است که در پست مدافع راست برای باشگاه منچستر یونایتد در لیگ برتر انگلستان و تیم ملی پرتغال بازی می‌کند.
از باشگاه‌هایی که در آن بازی کرده‌است می‌توان به پورتو و میلان اشاره کرد. او همچنین سابقه بازی در تمامی رده‌های پایه برای تیم ملی پرتغال را در کارنامه خود دارد.

## عملکرد باشگاهی

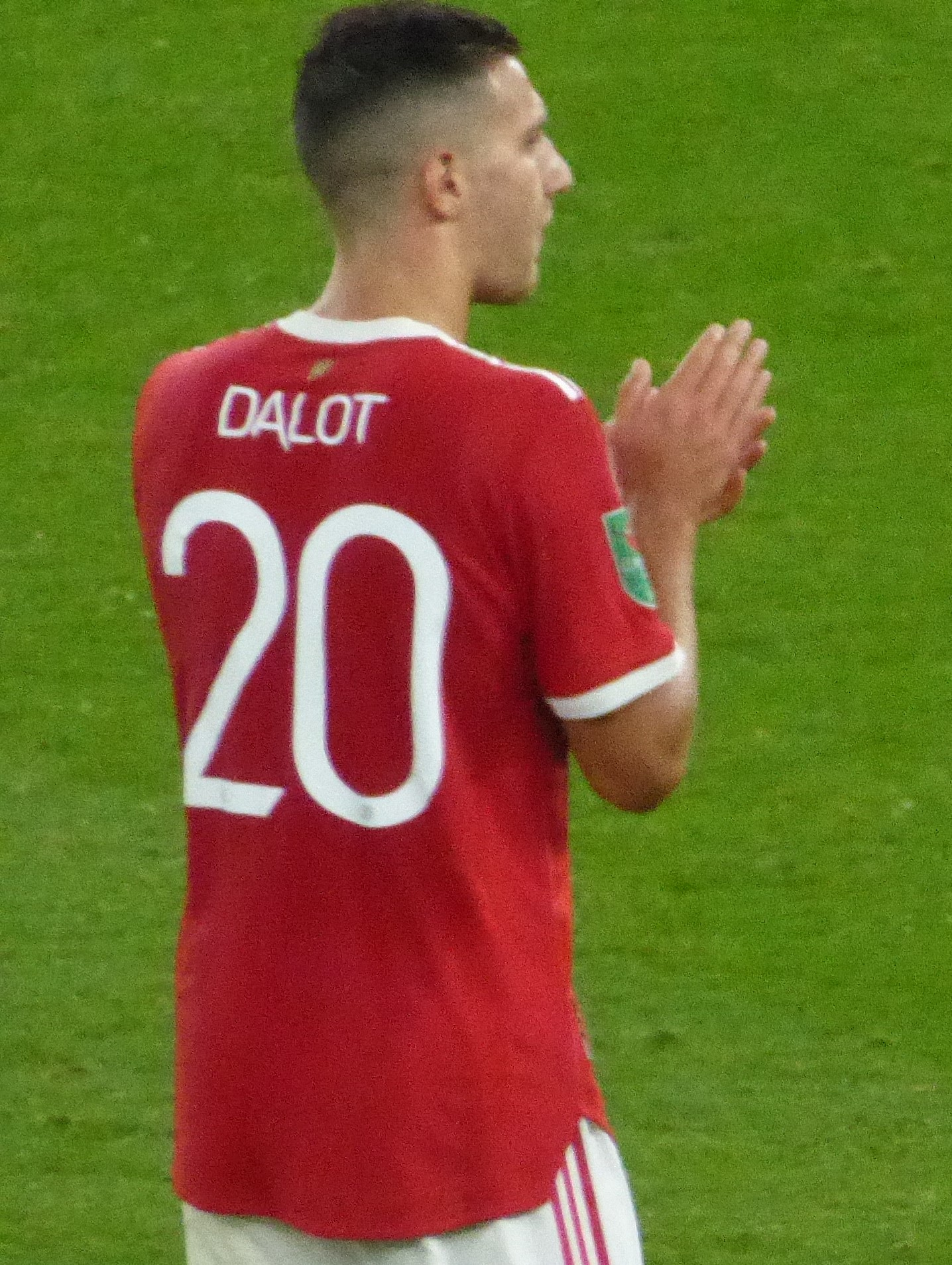
دیوگو دالو در لباس منچستر یونایتد

### پورتو
دالو در براگا به دنیا آمد و درسال ۲۰۰۸ و در سن ۹سالگی به باشگاه جوانان پورتو پیوست. در ۲۸ ژانویه ۲۰۱۷، او اولین بازی خود را با تیم ب انجام داد و ۹۰ دقیقه کامل را در یک بازی خانگی با نتیجه ۲ بر یک مقابل لیتشوئس در لیگ دسته دوم پرتغال بازی کرد.
دالو برای اولین بار در تاریخ ۱۳ اکتبر ۲۰۱۷ با تیم اول در بازی‌های رقابتی در جام حذفی فوتبال پرتغال ظاهر شد و با نتیجه ۶–۰ خارج از خانه مقابل لوسیتانو به میدان رفت. او نخستین بار در ۱۸ فوریه ۲۰۱۸ در لیگ برتر فوتبال پرتغال بازی کرد و به عنوان یک تعویض دردقیقه ۷۵ در پیروزی ۵–۰ خانگی در برابر ریو آوه قرار گرفت.

### منچستر یونایتد
دالو در تاریخ ۶ ژوئن ۲۰۱۸ با قراردادی ۵ ساله با هزینه ۱۹ میلیون پوند، برای باشگاه لیگ برتری منچستریونایتد قرارداد بست. وی اولین بازی خود را برای این تیم در سپتامبر ۲۰۱۸ در دور گروهی لیگ قهرمانان اروپا مقابل یانگ بویز انجام داد. او اولین گل خود برای منچستر یونایتد را در برد۰–۶ در جام حذفی در برابر ترانمیر روررز به ثمر رساند.

#### قرضی در میلان
در تاریخ ۴ اکتبر ۲۰۲۰، دالو با قراردادی قرضی تا تاریخ ۳۰ ژوئن ۲۰۲۱ به میلان پیوست.

## عملکرد بین‌المللی
دالو به پرتغال کمک کرد تا در مسابقات قهرمانی زیر ۱۷ سال اروپا ۲۰۱۶ قهرمان شود و در ۵ بازی دو بار در برابر آذربایجان و یک بار در فینال مقابل اسپانیا دو بار گلزنی کرد. در همان سال، او به تیم زیر ۱۹ سال کمک کرد تا به مرحله یک چهارم نهایی مسابقات قهرمانی زیر ۱۹سال اروپا برسد.

## آمار حرفه‌ای

### باشگاهی
تا تاریخ ۲۹ اوت ۲۰۲۱
| باشگاه             | فصل                | لیگ                | لیگ  | لیگ | جام حذفی | جام حذفی | سایر جام‌ها | سایر جام‌ها | اروپا | اروپا | مجموع | مجموع |
| باشگاه             | فصل                | دسته               | بازی | گل  | بازی     | گل       | بازی       | گل         | بازی  | گل    | بازی  | گل    |
| ------------------ | ------------------ | ------------------ | ---- | --- | -------- | -------- | ---------- | ---------- | ----- | ----- | ----- | ----- |
| پورتو بی           | ۱۷–۲۰۱۶            | لیگا پرو           | ۳    | ۰   | —        | —        | —          | —          | —     | —     | ۳     | ۰     |
| پورتو بی           | ۱۸–۲۰۱۷            | لیگا پرو           | ۲۰   | ۲   | —        | —        | —          | —          | —     | —     | ۲۰    | ۲     |
| پورتو بی           | مجموع پورتو بی     | مجموع پورتو بی     | ۲۳   | ۲   | —        | —        | —          | —          | —     | —     | ۲۳    | ۲     |
| پورتو              | ۲۰۱۷–۱۸            | پریمرا لیگا        | ۶    | ۰   | ۱        | ۰        | ۰          | ۰          | ۱     | ۰     | ۸     | ۰     |
| منچستر یونایتد     | ۱۹–۲۰۱۸            | لیگ برتر           | ۱۶   | ۰   | ۲        | ۰        | ۱          | ۰          | ۴     | ۰     | ۲۳    | ۰     |
| منچستر یونایتد     | ۲۰–۲۰۱۹            | لیگ برتر           | ۴    | ۰   | ۴        | ۱        | ۰          | ۰          | ۳     | ۰     | ۱۱    | ۱     |
| منچستر یونایتد     | ۲۱–۲۰۲۰            | لیگ برتر           | ۰    | ۰   | ۰        | ۰        | ۱          | ۰          | ۰     | ۰     | ۱     | ۰     |
| منچستر یونایتد     | ۲۲–۲۰۲۱            | لیگ برتر           | ۱    | ۰   | ۰        | ۰        | ۰          | ۰          | ۰     | ۰     | ۱     | ۰     |
| منچستر یونایتد     | مجموع              | مجموع              | ۲۱   | ۰   | ۶        | ۱        | ۲          | ۰          | ۷     | ۰     | ۳۶    | ۱     |
| میلان (قرضی)       | ۲۱–۲۰۲۰            | سری آ              | ۲۱   | ۱   | ۲        | ۰        | —          | —          | ۱۰    | ۱     | ۳۳    | ۲     |
| مجموع دوران حرفه‌ای | مجموع دوران حرفه‌ای | مجموع دوران حرفه‌ای | ۷۱   | ۳   | ۹        | ۱        | ۲          | ۰          | ۱۸    | ۱     | ۱۰۰   | ۵     |

1. ↑  شامل تاسا د پرتغال، اف‌ای کاپ، کوپا ایتالیا
2. ↑  شامل جام اتحادیه انگلستان
3. 1 2  حضور در لیگ قهرمانان اروپا
4. 1 2  حضور در لیگ اروپا

### بین‌المللی
تا تاریخ ۲۷ ژوئن ۲۰۲۱
| تیم ملی | سال   | بازی | گل |
| ------- | ----- | ---- | -- |
| پرتغال  | ۲۰۲۱  | ۲    | ۰  |
| مجموع   | مجموع | ۲    | ۰  |

## افتخارات

### باشگاهی
پورتو
- لیگ برتر پرتغال (۱): ۱۸–۲۰۱۷

منچستر یونایتد
- جام حذفی انگلستان (۱): ۲۴–۲۰۲۳
- جام اتحادیه باشگاه‌های انگلستان (۱): ۲۳–۲۰۲۲

### ملی
زیر ۱۷ سال پرتغال
- جام ملت‌های اروپا زیر ۱۷ سال (۱): ۲۰۱۶

زیر ۱۹ سال پرتغال
- نایب‌قهرمانی جام ملت‌های اروپا زیر ۱۹ سال (۱): ۲۰۱۷

زیر ۲۱ سال پرتغال
- نایب‌قهرمانی جام ملت‌های اروپا زیر ۲۱ سال (۱): ۲۰۲۱

### فردی
- تیم منتخب جام ملت‌های اروپا زیر ۱۷ سال (۱): ۲۰۱۶
- تیم منتخب جام ملت‌های اروپا زیر ۱۹ سال (۱): ۲۰۱۷
- بهترین بازیکن سال سر مت بازبی (۱): ۲۴–۲۰۲۳